# 근대 건축 국제 회의

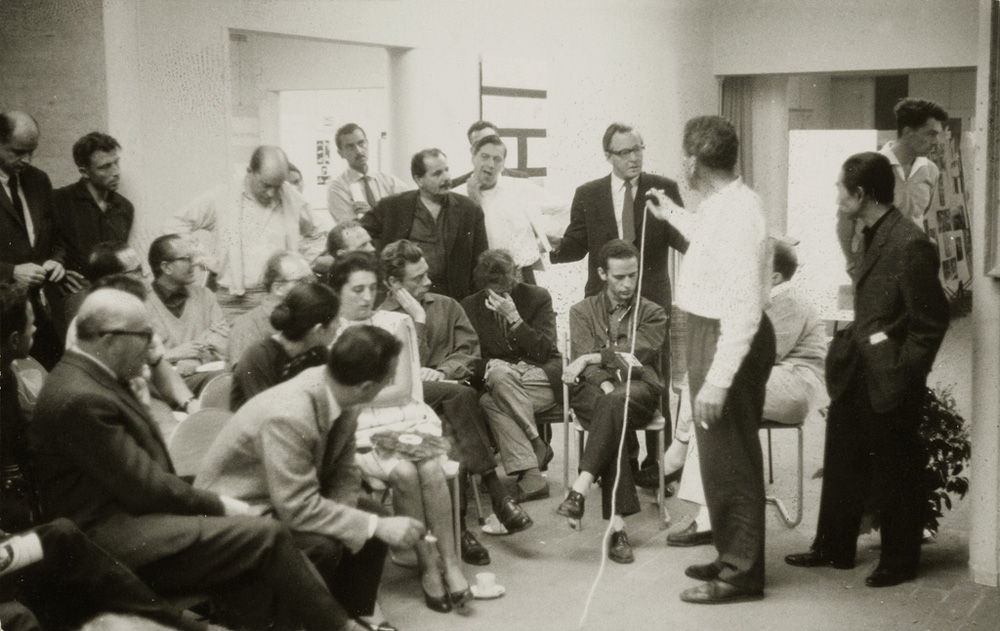
제10회 CIAM

근대 건축 국제 회의(近代建築國際會議, 프랑스어: Congres Internationaux d'Architecture moderne), 줄여서 시암(프랑스어: CIAM)은 1928년부터 1959년까지 있었던 건축가들의 조직이었다.
이 모임은 1928년 각지에서 행해진 건축의 창조적인 활동에 새로운 국제적인 질서를 가져 와야 된다는 취지로, 만도로 부인에 의하여 라 사라 성(La Sarraz 城)에 초대된 회의에서 비롯된다. 건축을 그 본디의 바닥, 즉 경제, 사회란 기반으로 되돌아감으로써 조화를 획득하고, 기성화한 아카데미즘에 대항하려고 하는 제1회의 성명은 지그프리트 기디온과 르 코르뷔지에 주도로 진행되었다. 그 후 제2회 회의는 형식주의적인 것으로 끝나고 보고서에서는 <최소한주거(最少限住居)>를 남기고 있다. 이 속에서 생긴 국제건축문제 해결위원회는 그 후 회의를 거듭하고 도면의 표현방법의 표준화에 착수하였다. 지중해의 선상(船上)에서 개최된 1933년의 제4회 CIAM에서는 유명한 <아테네 헌장(憲章)>이 기초되어 주거, 레크리에이션, 작업장, 교통, 역사적인 건축의 5항목에 대하여 하나의 헌법을 수립하였다. 10년에 걸친 전쟁의 공백 이후 개최된 제6회 CIAM부터 이 헌장이 반드시 보편화하지 않는다는 의견이 각 연구자 사이에서 나오게 되어, 제8회의 테마인 '도시의 핵(核)'에 대해서는 예비지식이 결여되고 있어, 특별히 도시계획적인 공백이 지적되었다. 제10회 CIAM을 준비한 그룹(뒤에 팀 텐이라 불렸다)은 아테네 헌장의 보편화에 대하여 개별적인 것, 정확한 것을 요구하여 이와 대결하고, 제10회로서 CIAM은 붕괴하기에 이르렀다. CIAM 자체가 하나의 유파를 형성하여 버렸다는 것은 인터내셔널적인 것으로 될 수 없었다는 것을 시사하고 있다고는 하지만 근대건축과 도시계획의 개념을 온 세계에 보급시킨 공적은 매우 크다고 할 수 있겠다.

## 같이 보기
- 근대 건축